# Philippe-Jacques de Loutherbourg
Philippe-Jacques de Loutherbourg, connu aussi sous les prénoms de Philip James  et Philipp Jakob, dit le jeune, né le 31 octobre 1740 à Strasbourg et mort le 11 mars 1812 à Chiswick, est un artiste anglais d’origine franco-suisse. Il exécute notamment de nombreuses peintures de paysages.

## Formation à Paris
Septième enfant du peintre de miniatures, Philippe-Jacques de Loutherbourg l'aîné (1698-1768), miniaturiste et graveur originaire de Bâle, Philippe-Jacques de Loutherbourg reçoit sa première formation artistique de son père. En 1755, son père le conduit à Paris et le fait entrer dans l’atelier du portraitiste Carle Van Loo, alors dans tout l’éclat de sa carrière, mais le genre de ce maitre ne lui plait pas, et il passe chez le peintre de marine et de guerre Francesco Casanova, dont on retrouve le caractère dans certaines de ses œuvres. À l’Académie royale de peinture et de sculpture, Jean-Georges Wille lui enseigna la gravure.
Il est reçu à l’Académie en présentant Une bataille, aujourd'hui conservé au musée d'art et d'histoire de Cholet, puis est nommé peintre de Louis XV le 22 août 1767. Il obtient rapidement une certaine popularité et se fait connaître des amateurs d'arts. L'artiste côtoie de grands peintres importants de son époque, comme François Boucher, Hubert Robert ou encore Joseph Vernet.

## Installation à Londres

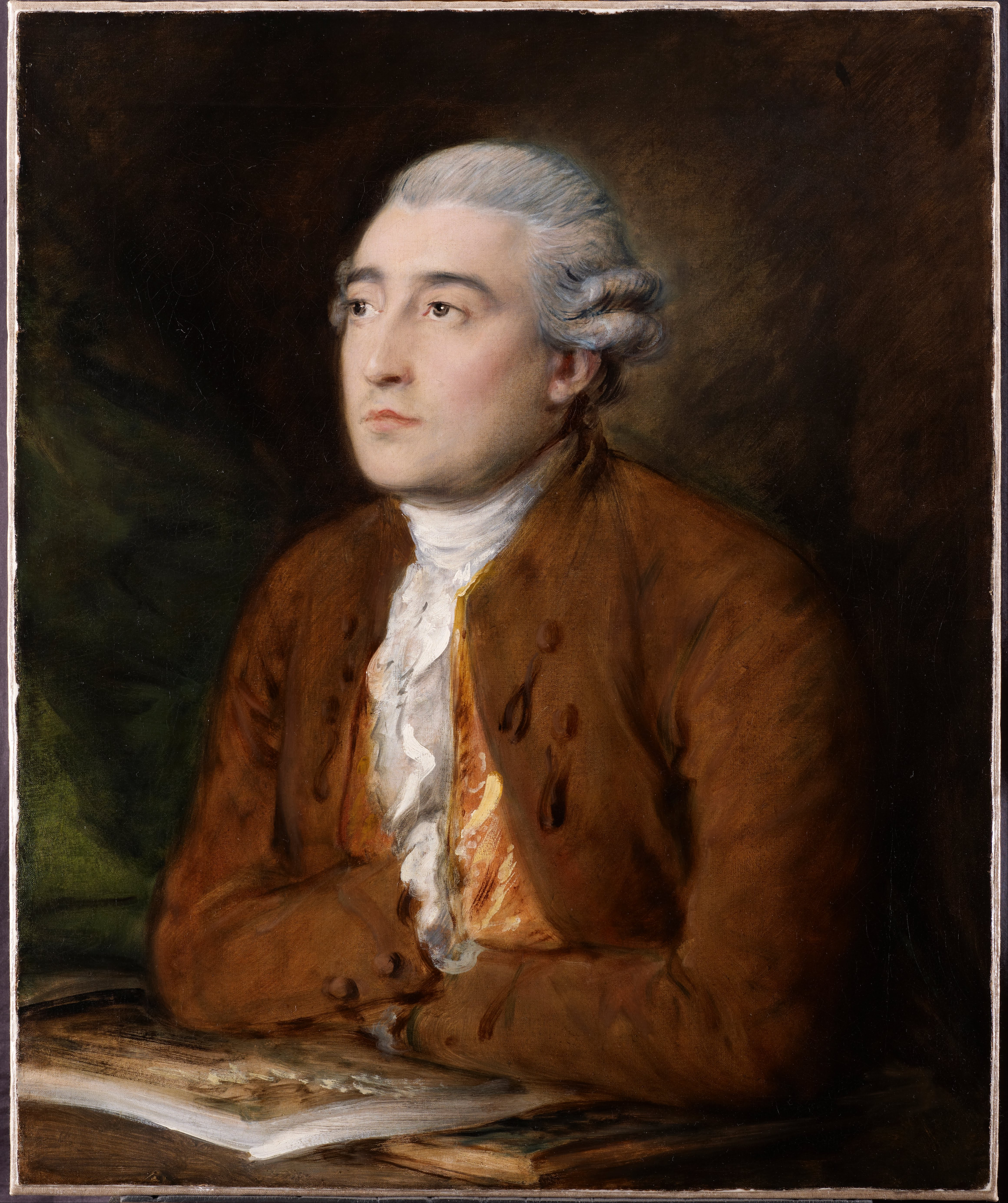
Philippe Jacques De Loutherbourg
1777-1778
par Thomas Gainsborough
Dulwich Picture Gallery

À la suite de l’invitation de David Garrick, directeur de comédiens, il quitte Paris pour Londres en 1771 et devient responsable de la scène du Théâtre Royal de Drury Lane londonien, avec un confortable salaire de 500 £ par an. Son travail est très remarqué, non seulement du grand public, mais même d’artistes comme Joshua Reynolds. Son dernier grand projet au théâtre est la mise en scène de la spectaculaire pantomime Omai - un voyage autour du Monde, d'après les écrits de James Cook, en 1785.

## Vie à Londres
En 1772, il organise sa première exposition à la Royal Academy, et est titularisé en 1781.
Le 26 février 1781, sur Lisle Street, Leicester Square, il présente au public l'« Eidophusikon » ou théâtre mécanique, promettant des « Moving Pictures representing Phenomena of Nature » (« images animées représentant des phénomènes naturels ») — en précurseur des « panoramas » du XIXe siècle —, ce qui fascina Gainsborough et provoqua un vif intérêt de la part de Joshua Reynolds.
À la fin de sa vie, sa réputation est un peu altérée par ses implications dans le mysticisme. En 1789, il abandonne temporairement la peinture pour se consacrer à l'alchimie et au surnaturel. Il voyage avec Cagliostro, qui l'instruit dans les sciences occultes, avant de l’abandonner lorsqu’il est condamné. Il pratique également , avec sa femme, la guérison par la foi.

## Œuvre
Il expose ses œuvres au cours de ses nombreux voyages en Grande-Bretagne, dont :
- 1800 : A Fishing Boat brought ashore at Conway Castle
- 1801 : Picturesque Scenery of Great Britain
- 1803 :  Une Avalanche dans les Alpes
- 1805 : Romantic and Picturesque Scenery of England and Wales.

### Œuvres choisies
- Paysage avec animaux, huile sur toile, 1767, musée des beaux-arts de Strasbourg.
- Une bataille, huile sur toile, 1767, musée d'art et d'histoire de Cholet.
- Paysage avec un berger jouant du chalumeau et une église sur une hauteur, vers 1768-1769, musée des Arts décoratifs de Paris.
- Troupeau surpris par un orage, huile sur toile 38 x 48 cm (vers 1770), Musée de Picardie (Amiens).
- Le Passage du gué, huile sur bois, 25 x 24 cm, Gray (Haute-Saône), musée Baron-Martin.
- Coalbrookdale de nuit, huile sur toile, 1801, Science Museum de Londres.
- Autoportrait, huile sur toile, 1805-1810, Londres, National Portrait Gallery.
- The Smugglers Return (Les contrebandiers), huile sur toile, 1801, 74 x 106 cm Nebraska, Joslyn Art Museum[11].

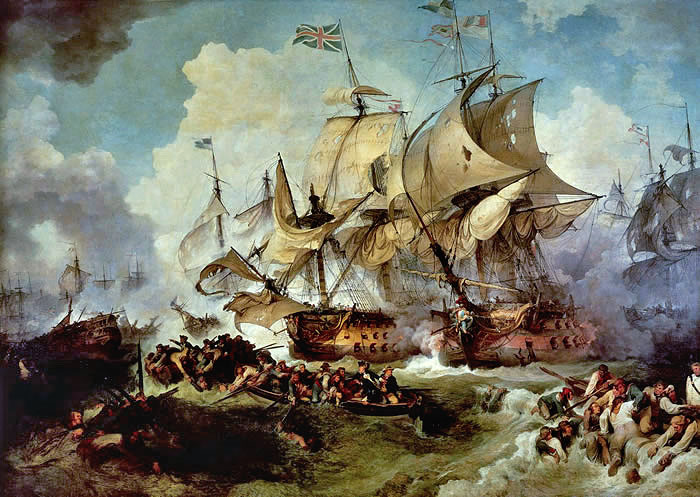
Lord Howe lors de la Bataille du 13 prairial an II (1795).
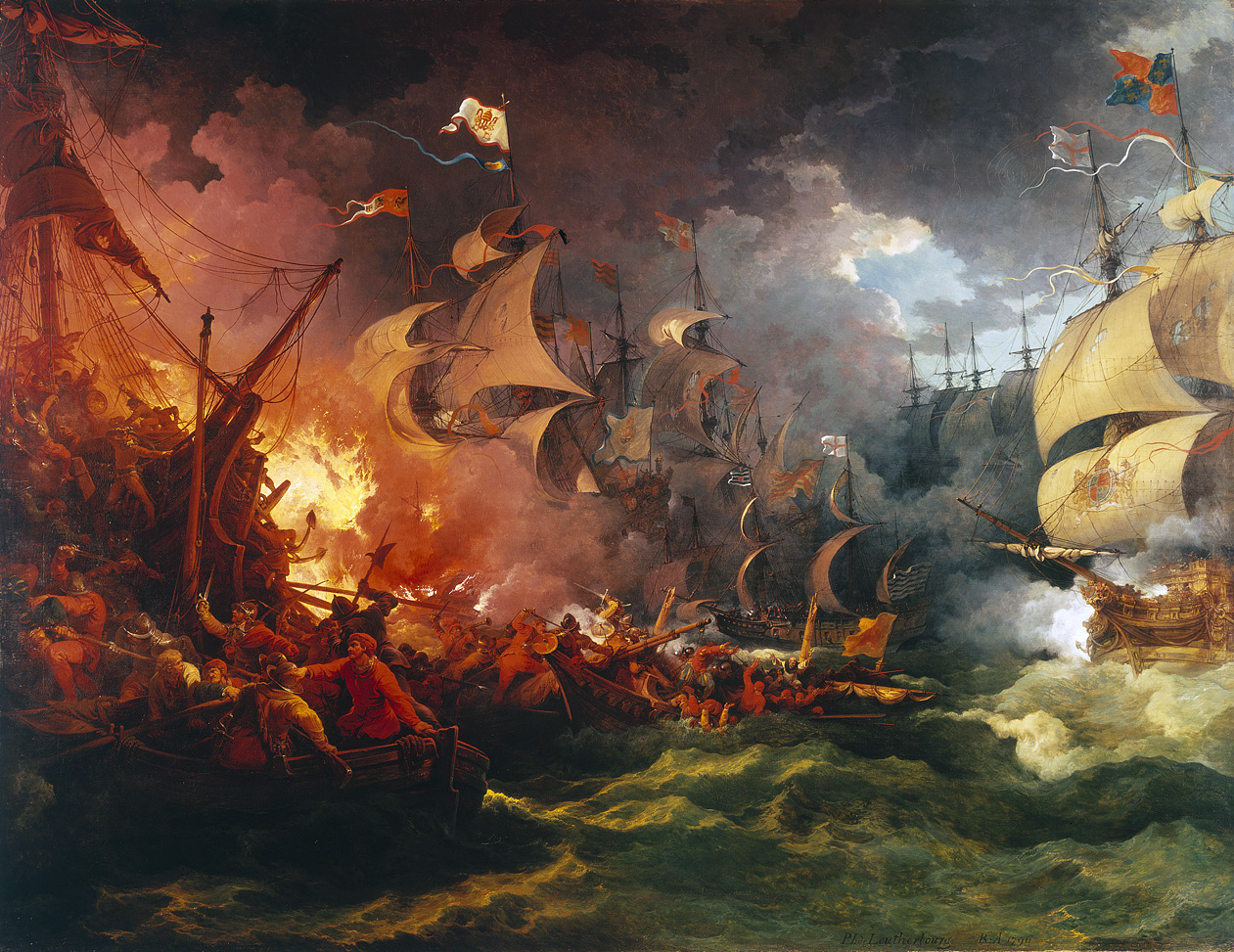
La Défaite de l'Armada espagnole en 1588 (1796).
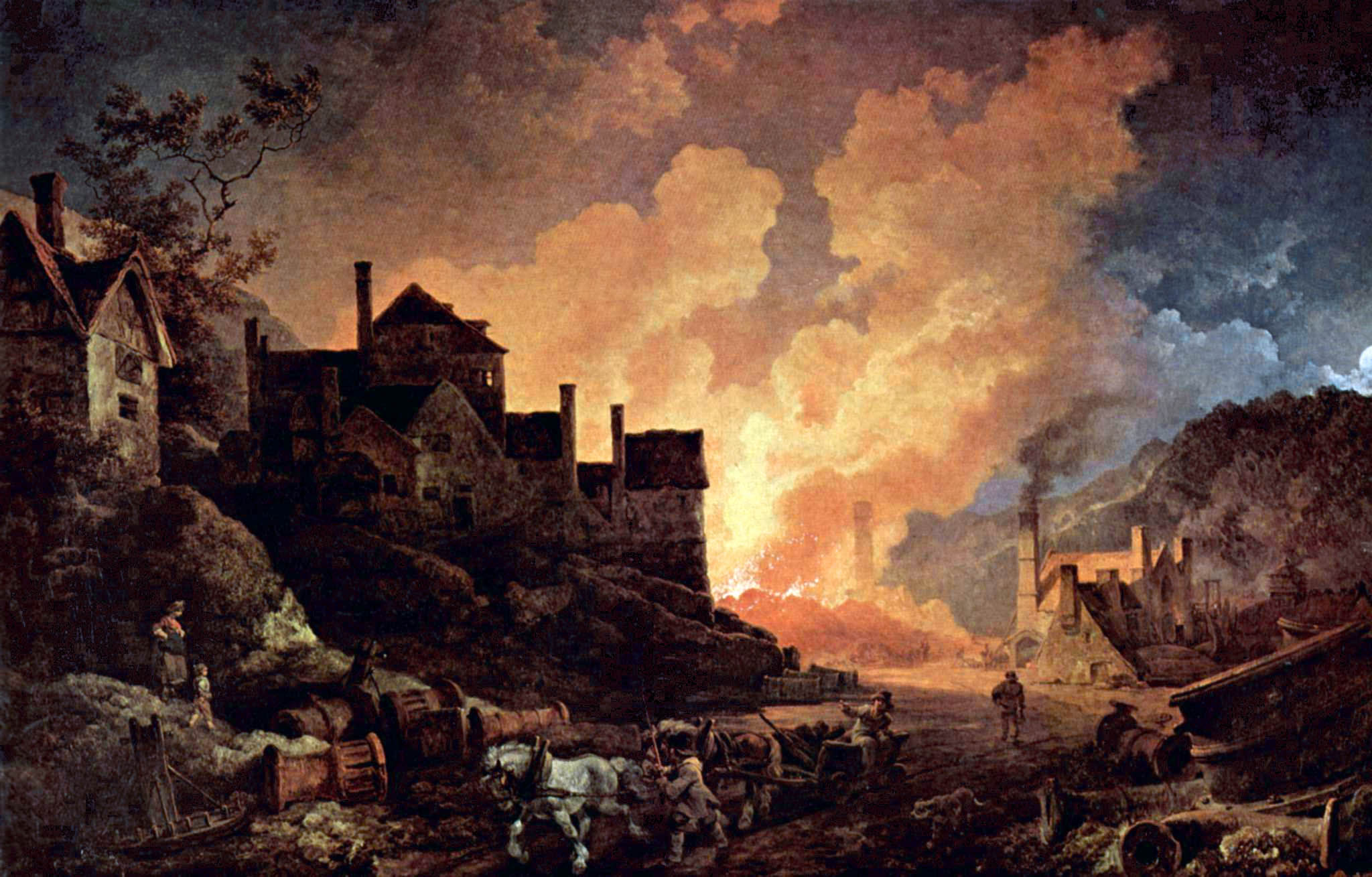
Coalbrookdale de nuit (1801).

## Élèves
- Olivier Le May (1734-1797) à partir de 1755 à Paris.
- Joseph-François Foulquier, avant 1765.

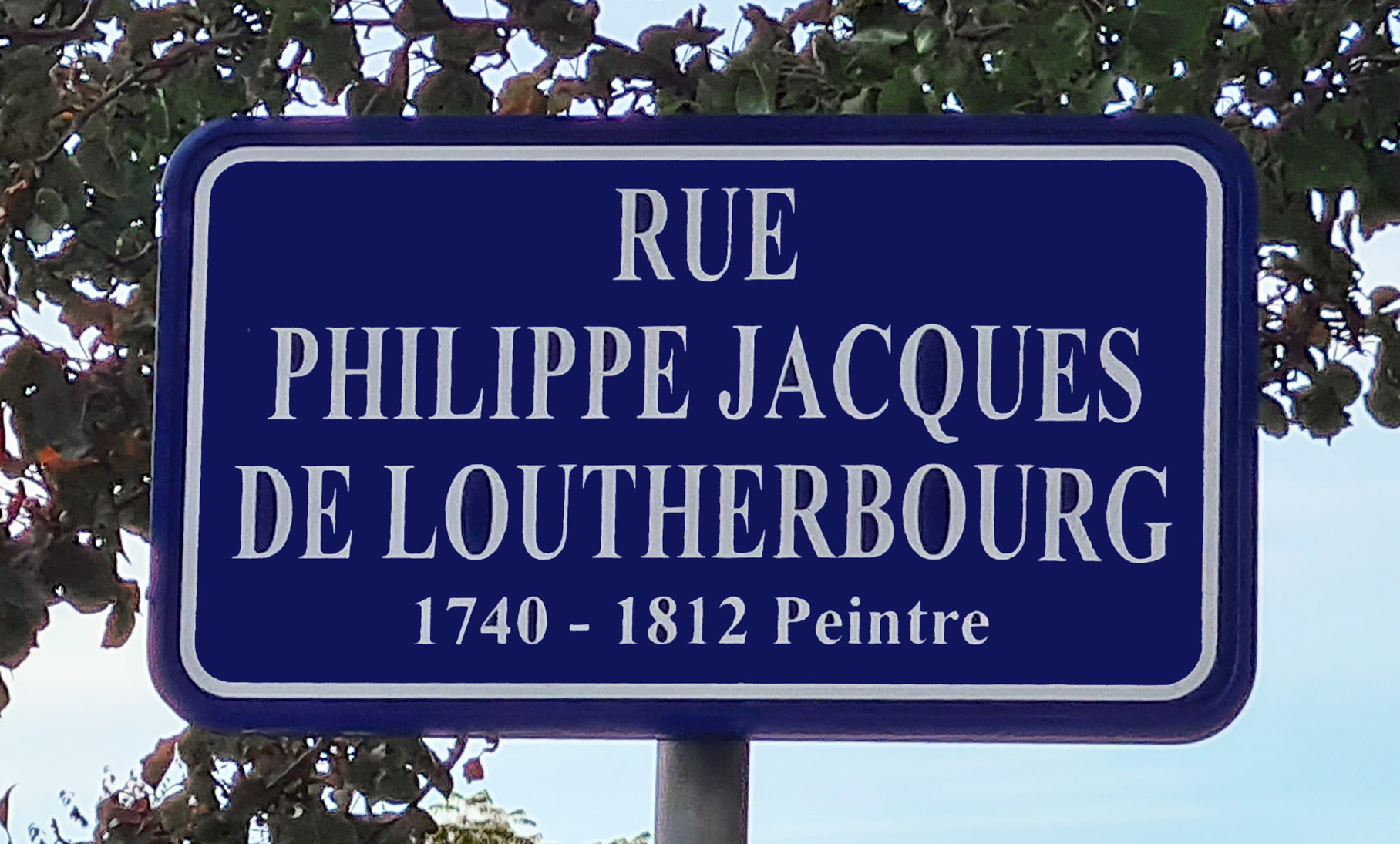
Plaque de rue à Strasbourg.

## Hommages
Une rue porte son nom à Strasbourg, dans le quartier de la Robertsau.

## Crédit d'auteurs
- (en) Cet article est partiellement ou en totalité issu de l’article de Wikipédia en anglais intitulé « Philip James de Loutherbourg » (voir la liste des auteurs).